# Марк Силий Мессала
Марк Силий Мессала (лат. Marcus Silius Messalla) — римский политический деятель и сенатор первой половины III века.

## Биография
О происхождении Мессалы нет никаких сведений. С мая по июнь 193 года он занимал должность консула-суффекта вместе с Луцием Фабием Цилоном. Мессала требовал наказания убийц императора Пертинакса. Он был инициатором мятежа против преемника Пертинакса Дидия Юлиана. Именно Мессала собрал заседание сената, на котором было принято решение о низложении Дидия Юлиана и провозглашении новым правителем Римского государства Септимия Севера, а также об обожествлении Пертинакса. После этого Мессала стал одним из организаторов убийства Юлиана.
Иногда отождествляется с сенатором Марком Силием Мессалой, который был казнен по приказу Гелиогабала в 218 году. Но скорее всего, он был его отцом или дедом.